# Muzeul Etnografic Leton în aer liber

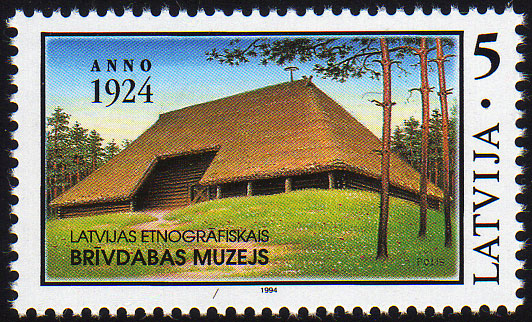
Timbru poștal leton emis în 1994 pentru a sărbători 70 de ani de la înființarea muzeului.

Muzeul Etnografic Leton în aer liber (în letonă Latvijas Etnogrāfiskais brīvdabas muzejs) este un muzeu în aer liber situat în apropierea Rigăi, capitala Letoniei, pe malul lacului Juglas

## Istoria
În 1924, Consiliul Leton al Monumentelor a semnat un ordin prin care s-a înființat Muzeul în aer liber din Rīga. Ideea noului muzeu a fost inspirată de muzee în aer liber din Scandinavia, în special Skansen din Stockholm. Planul era de a relocaliza câte o gospodărie din toate cele patru regiuni din Letonia - Curlanda, Semigalia⁠(d), Vidzeme⁠(d) și Latgalia⁠(d) - la muzeu. Fiecare dintre clădiri ar fi reprezentat diferite meserii din fiecare zonă.
Noul muzeul a achiziționat un teren de la un fond de terenuri de stat aflat pe dunele de nisip din apropierea lacului Juglas, aflat chiar în afara orașului. În 1928, prima clădire, un hambar de la Parohia Vestiena a fost mutat și reconstruit în muzeu. În 1932 muzeul a fost deschis publicului cu șase clădiri (case din Vidzeme). În 1939, erau deja 40 de clădiri ridicate în muzeu. Fiecare regiune își avea casa sa, dar existau și multe alte clădiri de arhitectură sau care reprezentau o valoare culturală. În anii 1930 muzeul a devenit un loc popular și comunitatea a participat activ la dezvoltarea muzeului. Mai multe clădiri au fost mutate și reconstruite, finanțate prin donații private.
În timpul celui de al Doilea Război Mondial, muzeul a rămas în mare parte întreg, dar majoritatea personalului de dinainte de război a devenit indisponibil după ce a fost reprimat sau forțat sa plece în exil. Multe documente au fost de asemenea pierdute în această perioadă. După război, noua putere sovietică nu a înțeles natura muzeului și chiar a decis ca este incorect din punct de vedere ideologic. Numai la sfârșitul anilor 1960 muzeul a renăscut, atunci când o nouă generație de specialiști în muzeistică a început să lucreze la acesta. Comunicarea cu alte țări a fost îmbunătățită, teritoriul muzeului a fost extins și noi obiecte de valoare au fost plasate în muzeu.
Când Letonia și-a recucerit independenta în 1991 muzeul a început o colectare și o documentare active a patrimoniului leton din anii 1920 și 1930, o perioada în care reformele agrare au remodelat peisajul leton. Ca rezultat, un nou complex de gospodării țărănești de fermieri din 1930 a fost deschis în 1997.

## Astăzi
Astăzi, muzeul organizează multe evenimente culturale, precum concerte folk și festivaluri tradiționale și de agrement. Muzeul promovează cultura și stilul de viață letone tradiționale cu aceste evenimente culturale. Târgul anual al ambarcațiunilor este organizat de muzeu din 1971. Târgul anual de artizanat a devenit evenimentul anual celebru al muzeului, târg la care participă zeci de mii de oameni. La Muzeul Etnografic în Aer Liber din Riga, putem avea ocazia să admirăm gospodăriile țăranilor, pescarilor, meșteșugarilor și agricultorilor din Letonia, înăuntrul clădirilor putând fi observate instrumentele cu ajutorul cărora își câștigau existența, aparatele de uz casnic pe care le foloseau gospodinele, mobilierul și  decorațiunile care erau la modă în secolul respectiv. 
Muzeul ocupă în prezent 87 hectare și prezintă 118 clădiri, precum și mai mult de 3.000 de obiecte. Mare parte din grupurile etnice istorice ale Letoniei sunt reprezentate în cadrul muzeului. Colecția muzeului include aproximativ 150.000 de artefacte.

## Galerie

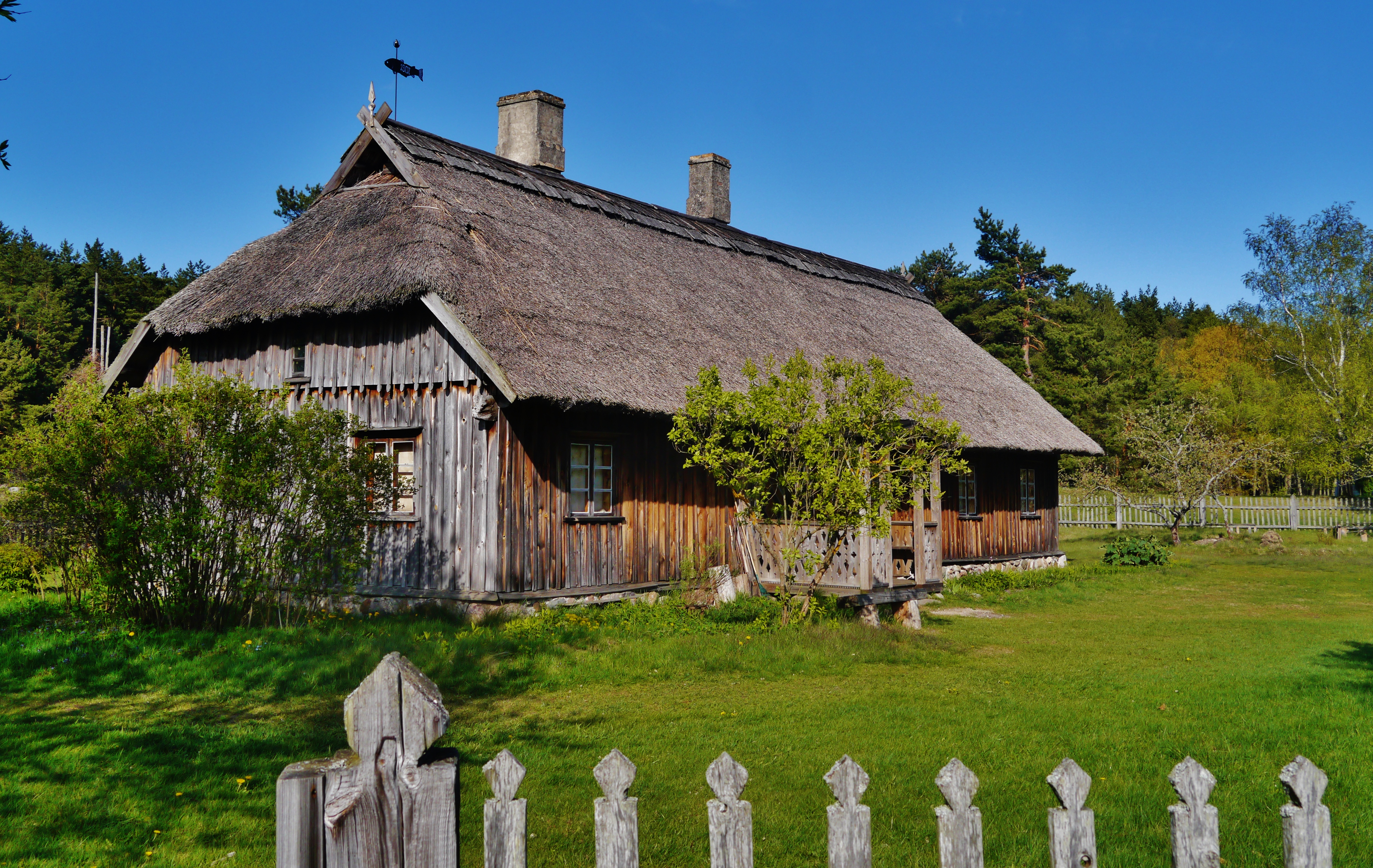
Casa de pescar (Lurķi) din parohia Rucava, Courland
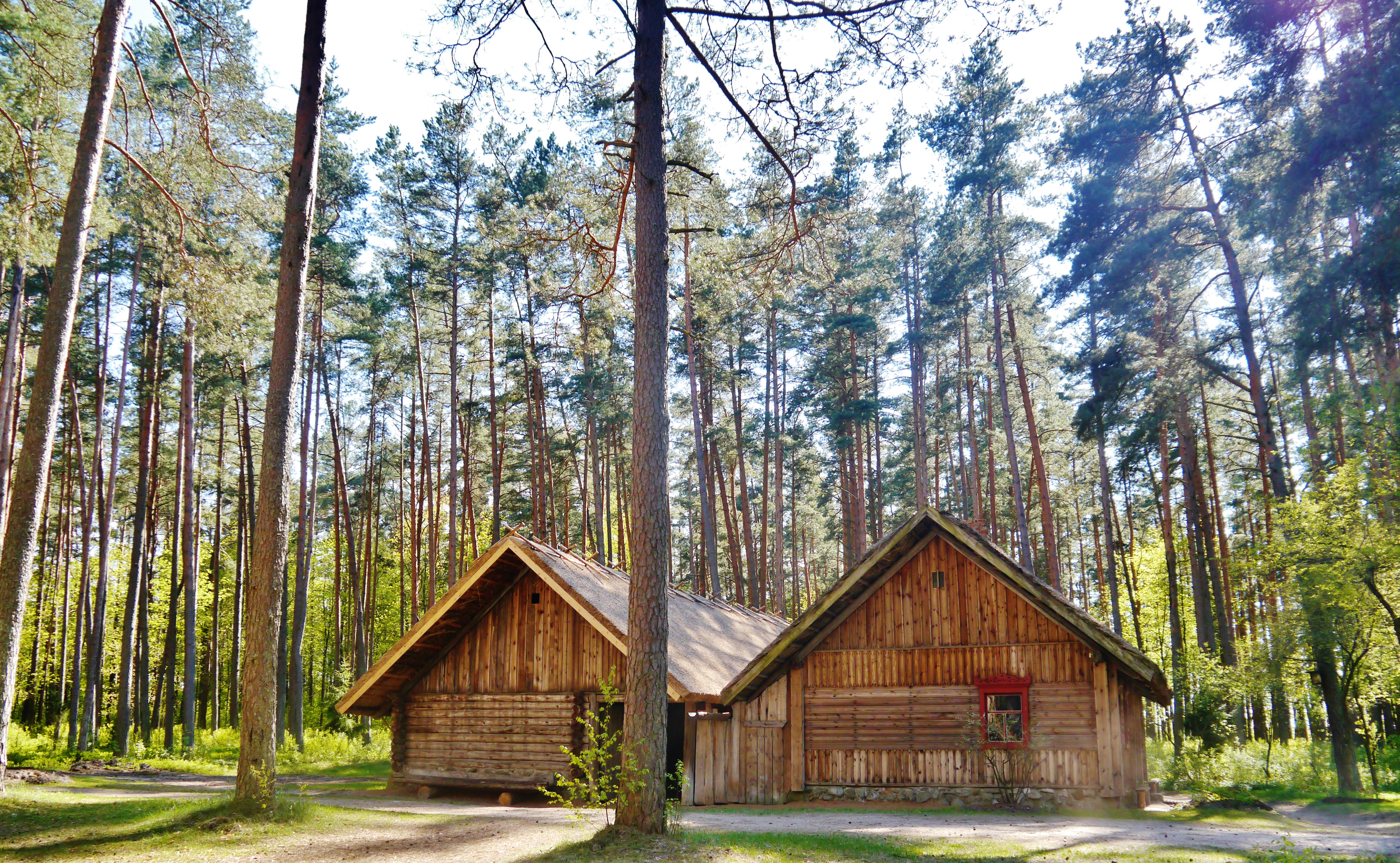
Casa unui țăran rus din Latgale
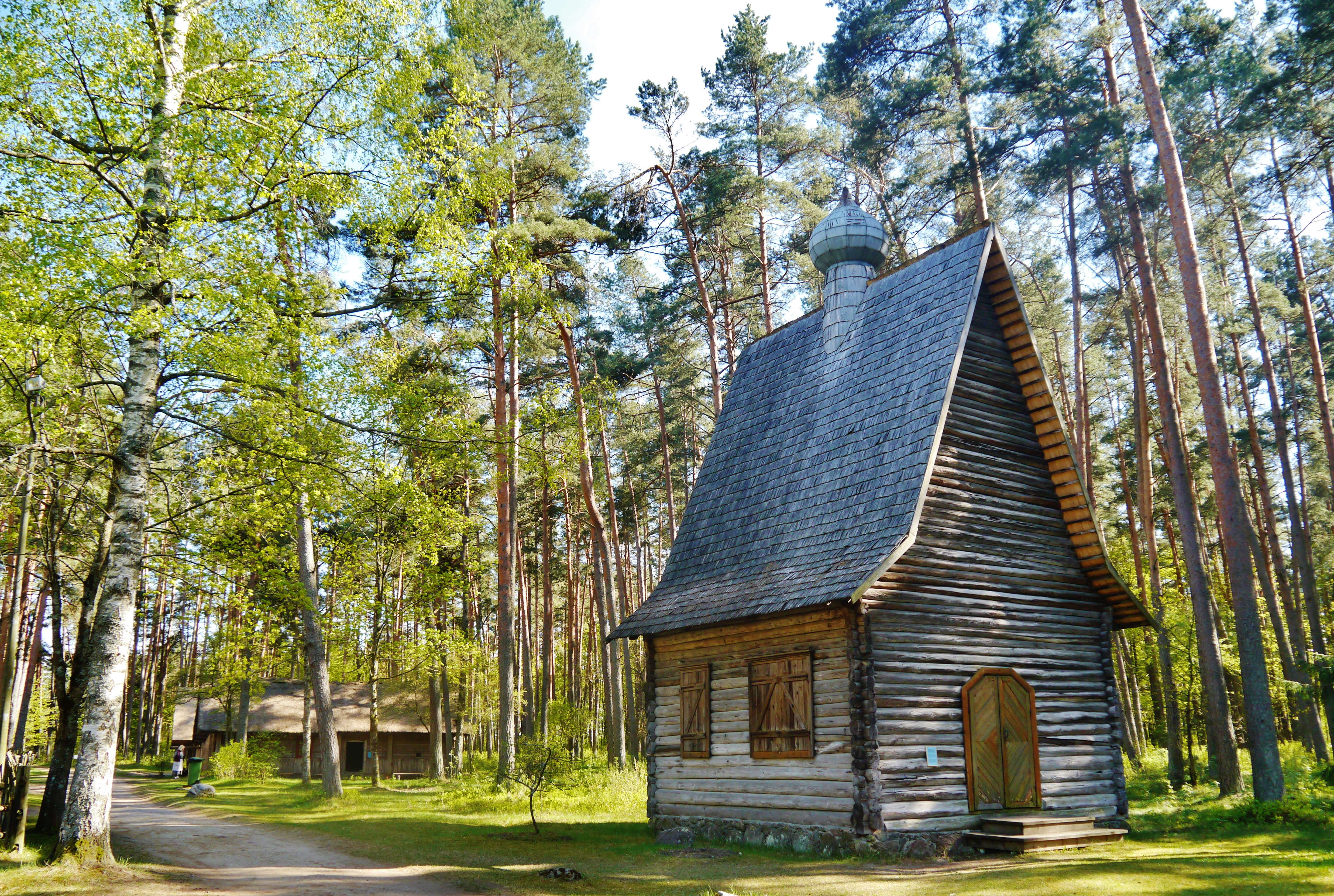
Biserică ortodoxă din Rogovka, Latgale
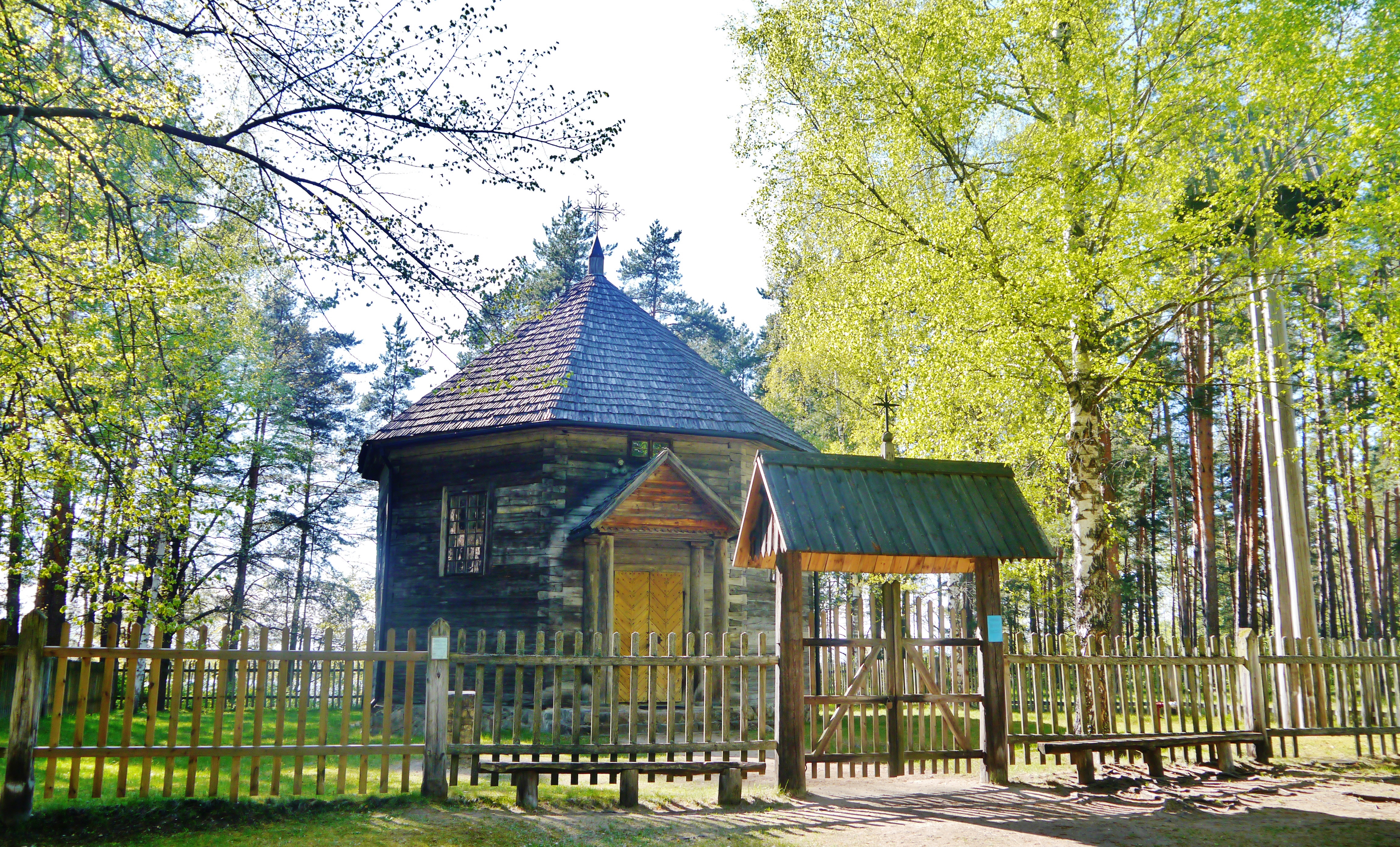
Capelă romano-catolică din Latgale
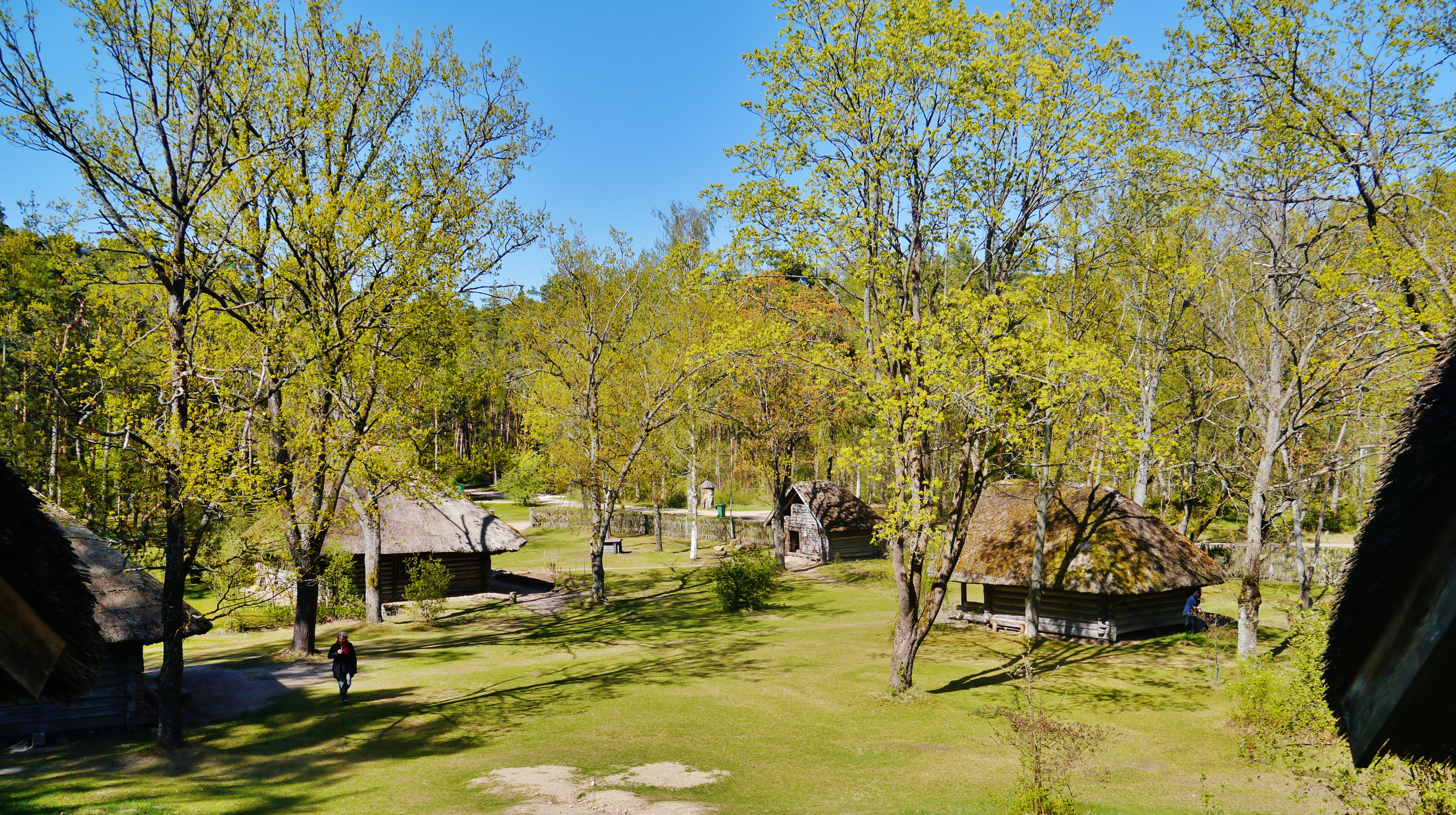
Vedere a unor clădiri din Vidzeme
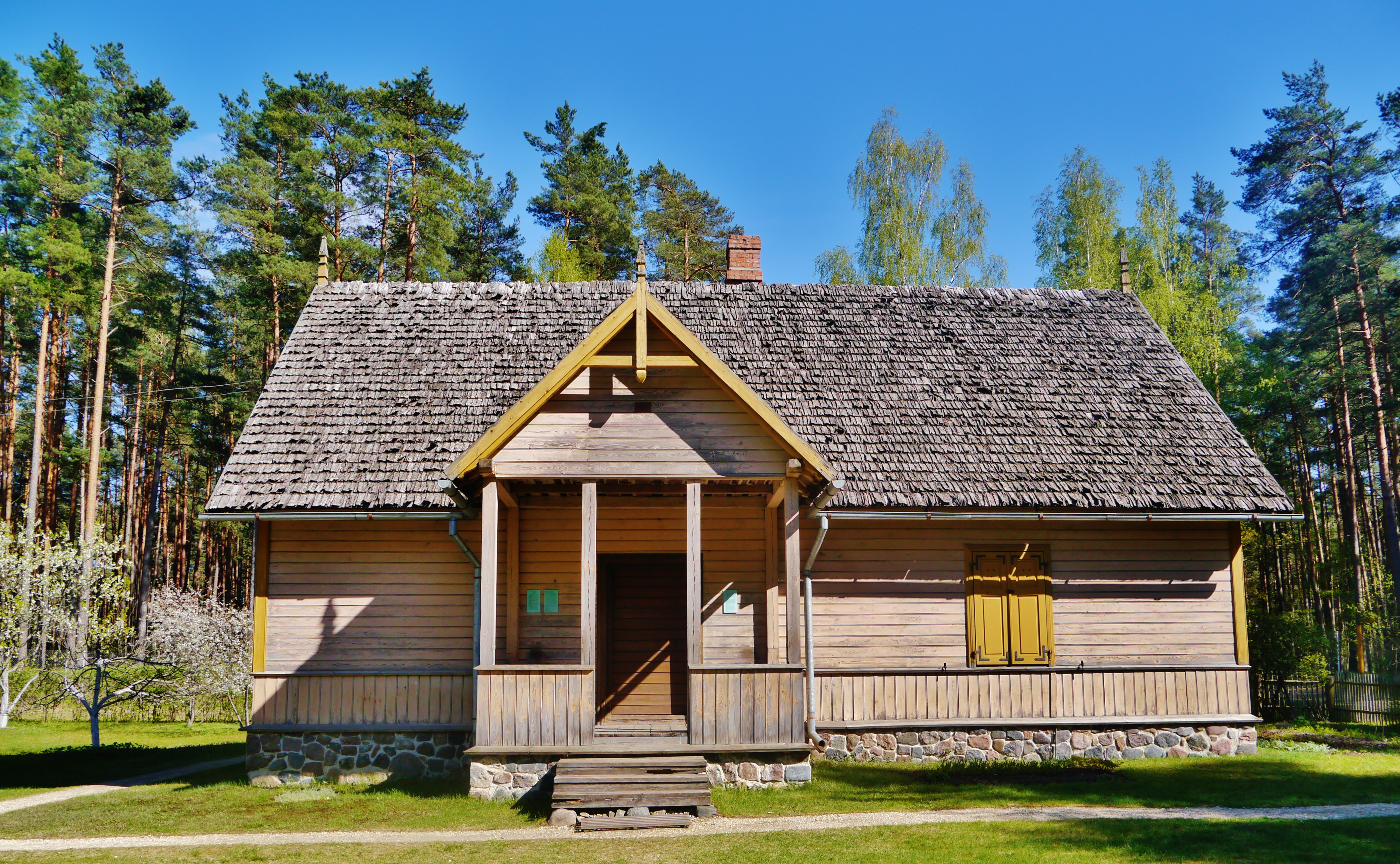
Noua casă de locuit a unor fermieri din anii '30 parohia Jaungulbene, Vidzeme
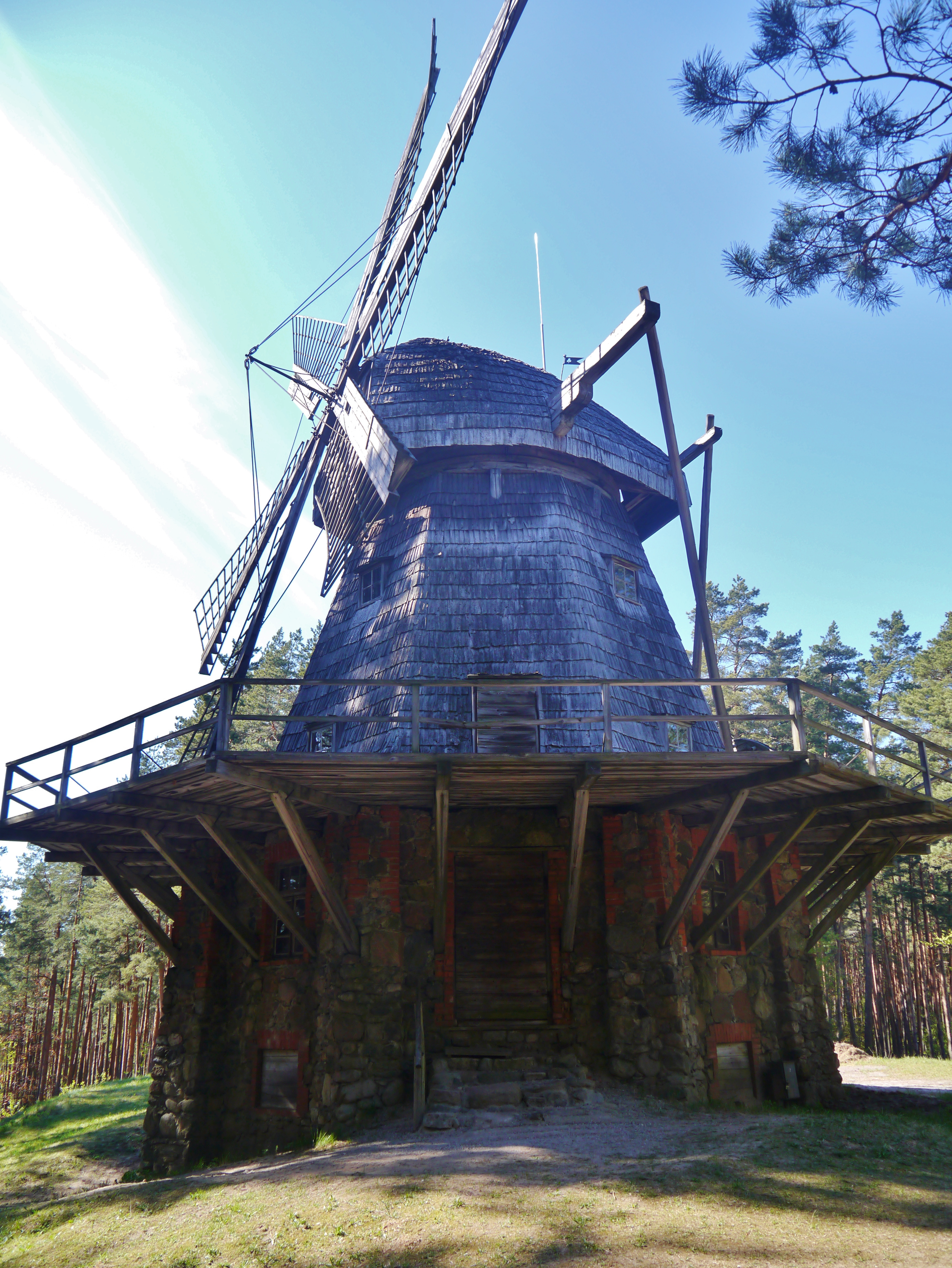
Moară din parohia Rundēni , Latgale
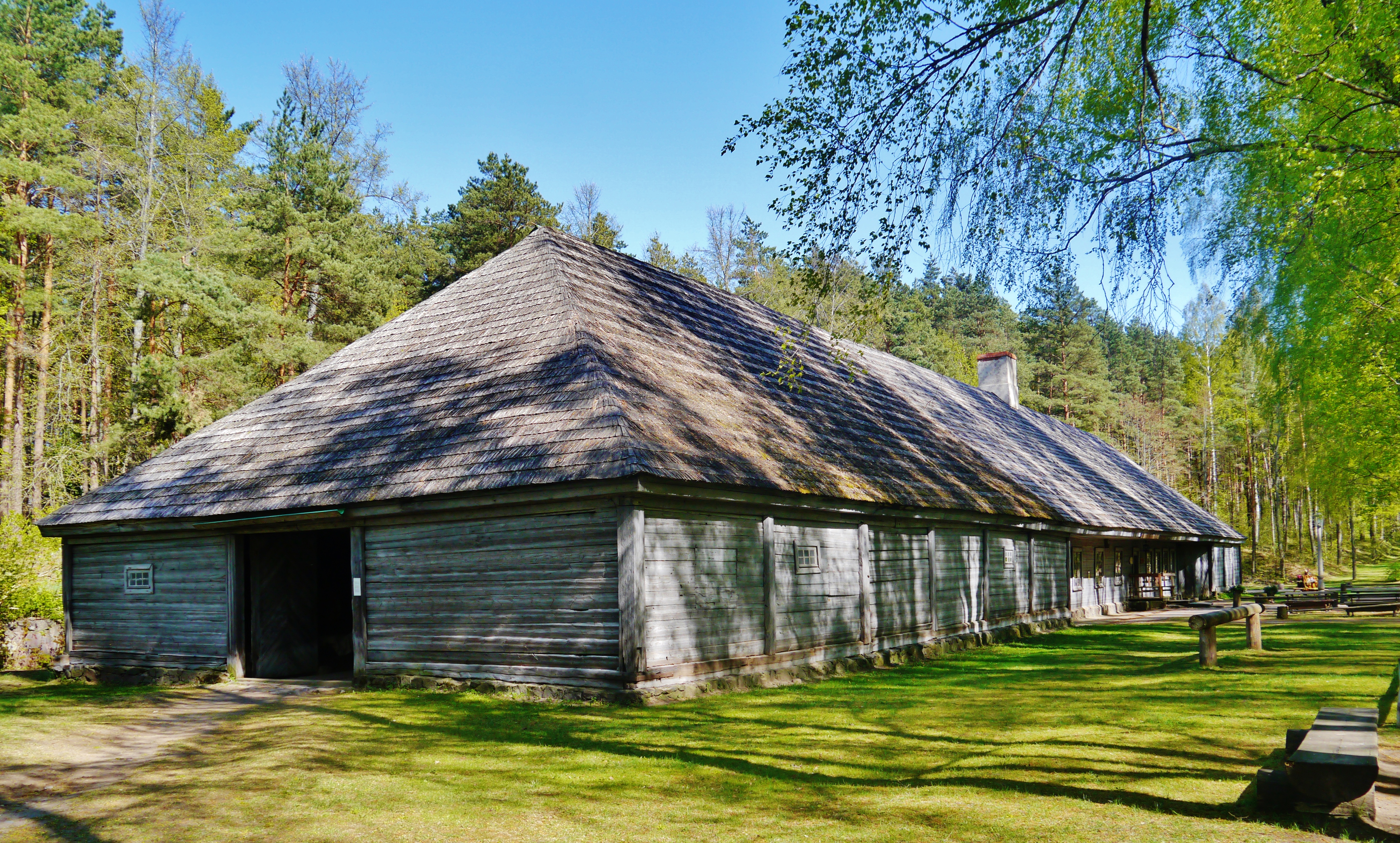
Tavernă din parohia Vecumnieki, Zemgale
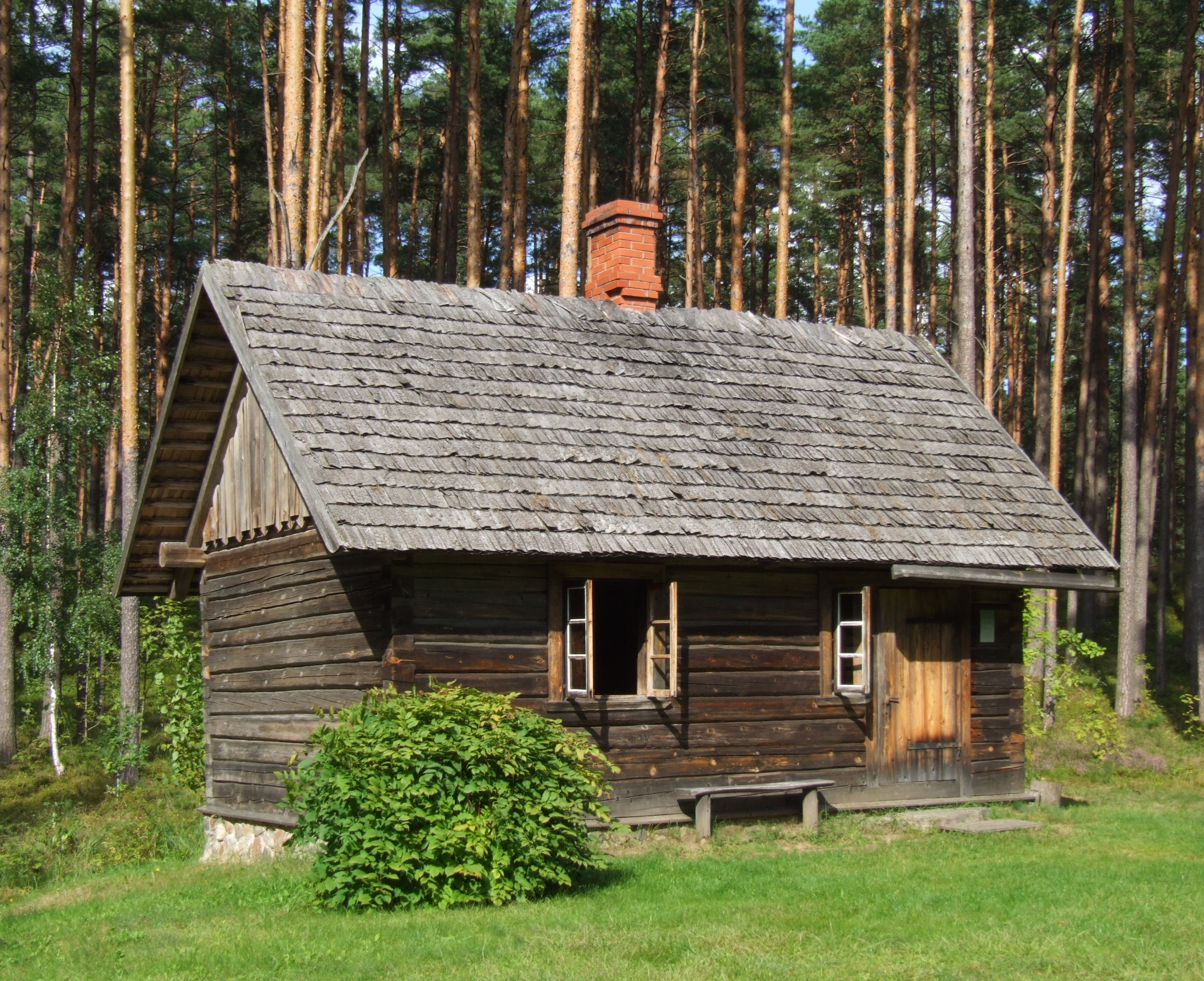
Baie publică din parohia Gaujiena, Vidzeme
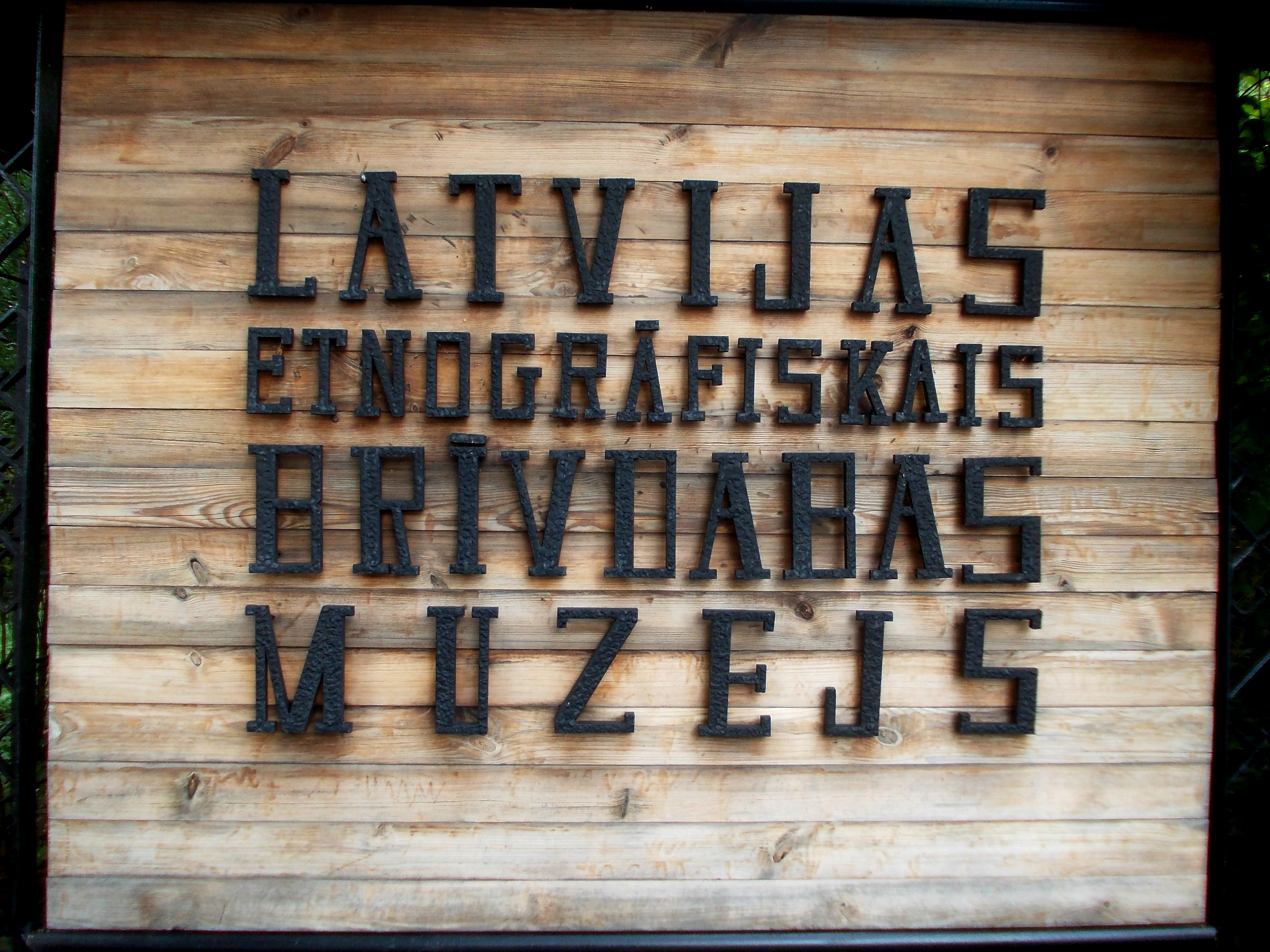
Semn